# Alan Paton
Alan Stewart Paton (11. ledna 1903 – 12. dubna 1988) byl jihoafrický spisovatel, proti-apartheidový aktivista a politik-představitel liberalismu.
V anketě Největší Jihoafričan, kterou pořádala televizní stanice SABC3, obsadil 59. místo. Roku 1953 založil Liberal Party of South Africa, která oponovala vládnoucí apartheidové National Party. Kvůli tomu mu byl roku 1960 zabaven pas a vrácen až za 10 let. K nejznámějším patří jeho kniha Cry, The Beloved Country, která byla i dvakrát zfilmována, roku 1951 Zoltanem Kordou, roku 1995 Darrellem Roodtem.